# Área salvaje La Garita
El área salvaje La Garita (del inglés: La Garita Wilderness) es un área salvaje o virgen de los Estados Unidos. Se encuentra ubicada en las montañas de La Garita, en el sur del estado de Colorado. Protege un área de 524,58 km² y fue establecida en 1964 en los bosques nacionales de Gunnison y Río Grande e incluye segmentos de la ruta de Colorado (Colorado Trail) y la Ruta de la divisoria continental (Continental Divide Trail). Con 4271 m, el pico San Luis es el punto más alto del área salvaje.
Una entrada a la zona del área salvaje es a través de carretera forestal 787, desde el parque Saguache y el parque Cochetopa de la vía estatal Colorado Highway 114, al oeste de Saguache. Hay un montón de aparcamiento para los visitantes en la zona del área salvaje, en el extremo sur de la 787 FS. El parque Cochetopa también puede ser visitado desde el este, a través de la vía condal Saguache NN14.
El área es gestionada por el Servicio Forestal de los Estados Unidos.